# Церковь Святого Мартина (Бад-Орб)

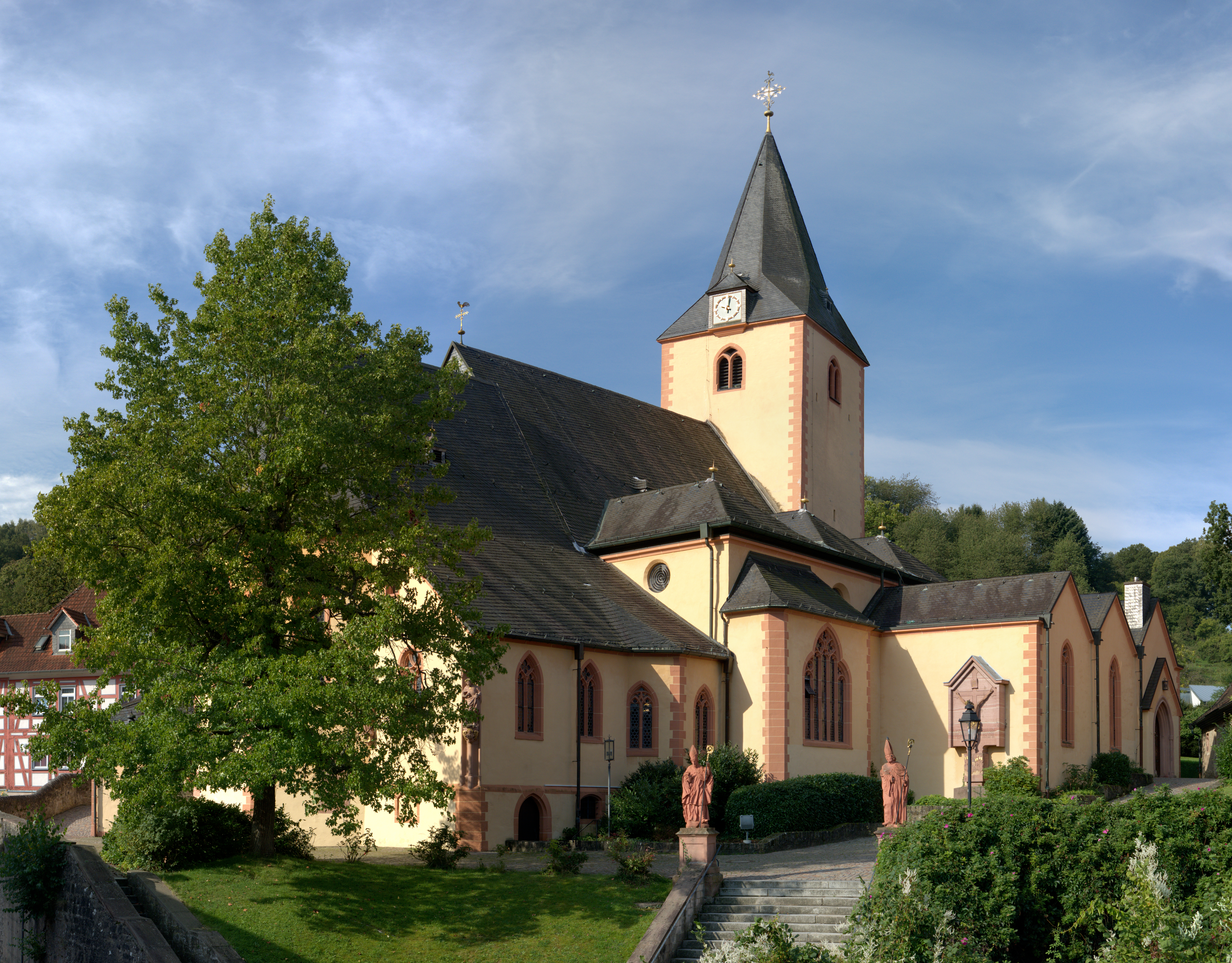
Церковь Святого Мартина в Бад-Орбе. Вид с северо-востока

Церковь Святого Мартина в Бад-Орбе (Майн-Кинциг, Гессен, Германия) — одна из двух римско-католических приходских церквей и самая древняя церковь города. Расположена на выступе горы Молькенберг, рядом с бывшим замком. Самое раннее упоминание о часовне, находившейся на этом месте, относится к 1064 году. Церковное здание, дошедшее до нашего времени, включает в себя и раннюю замковую часовню. Фундаменты часовни были открыты в ходе археологических раскопок в 1937 году.

## История
Церковь впервые упоминается в 1064 году, когда замок (Kastellum) перешел во владение Архиепископа Майнца Зигфрида I.
Здание трехнефной церкви, дошедшее до нашего времени, было построено между 1335 и 1440 годами. В то время город активно развивался, способствовала этому добыча соли в его окрестностях. В ходе строительных работ в новое здание была включена часть существующей часовни и замковых укреплений — современная башня Мартинкирхе собственно одна из башен крепостной стены. Это обстоятельство объясняет асимметричную композицию церкви. Святой Мартин Турский — покровитель Бад-Орба, он изображен на гербе города. То, что церковь построена не в центре города, как это обычно было в средневековье, а в стороне, возле замка, объясняется скорее всего тем, что изначально она служила замковой часовней. 
В эпоху барокко церковь, особенно в своем внутреннем убранстве, была реконструирована в соответствии со вкусами того времени. В 1930-е годы барочный алтарь конца XVII века был убран, его заменил Орбский алтарь, созданный Мастером Дармштадтской Страсти (XV в.). В эти же годы в церкви появилась двухэтажная ризница. 
В 1978—1979 году церковь была значительно расширена, получив к трем существующим ещё два дополнительных нефа. Во время проведения этих работ барочный алтарь снова был установлен на прежнее место. Старый алтарь был перенесен на северную сторону церкви.

## Восстановление после пожара 1983 года
В первый день Рождества 1983 года церковь погибла почти полностью, остались только часовня Таинства и ризница. Здание было восстановлено (частично реконструировано, частично перестроено) и освящено по завершении строительства в 1985 году. Работы производились под руководством строителя Вюрцбурской епархии Ганса Шеделя. Главный алтарь был полностью переделан. Его центральным элементом стало монументальное Распятие с предстоящими. Второй ярус алтаря — его старинные створки, которые избежали гибели в огне, так как в то время находились на временном хранении в Соборе святого Михаила. В настоящее время о пожаре 1983 напоминает знак, установленный у северо-восточной пристройки церкви.